# Stanislav Čech
Stanislav Čech (5. září 1954 Víťaz – 22. března 2022) byl slovenský fotbalista, útočník. Jeho synem je slovenský fotbalový reprezentant Marek Čech.

## Fotbalová kariéra
V československé lize hrál za Tatran Prešov. Nastoupil ve 14 ligových utkáních. Gól v lize nedal. Ve druhé nejvyšší soutěži hrál za VSŽ Košice, ČH Bratislava a Slavoj Trebišov.

## Ligová bilance
| Ročník                                        | Zápasy | Góly | Minuty | Klub            |
| --------------------------------------------- | ------ | ---- | ------ | --------------- |
| 1. československá fotbalová liga 1977/1978    | 5      | 0    | 246    | Tatran Prešov   |
| 1. československá fotbalová liga 1978/1979    | 9      | 0    | 298    | Tatran Prešov   |
| 1. slovenská národní fotbalová liga 1981/1982 | 29     | 10   | –      | Slavoj Trebišov |
| 1. slovenská národní fotbalová liga 1982/1983 | 22     | 3    | –      | Slavoj Trebišov |
| 1. slovenská národní fotbalová liga 1983/1984 | 26     | 4    | –      | Slavoj Trebišov |
| 1. slovenská národní fotbalová liga 1984/1985 | 27     | 5    | –      | Slavoj Trebišov |
| 1. slovenská národní fotbalová liga 1985/1986 | 29     | 6    | –      | Slavoj Trebišov |
| 1. slovenská národní fotbalová liga 1986/1987 | 25     | 3    | –      | Slavoj Trebišov |
| CELKEM 1. liga                                | 14     | 0    | 544    |                 |